# Anastasios Charalabis
Anastasios Charalabis (en griego: Αναστάσιος Χαραλάμπης) (1862-1949) fue un político griego. Siguió una carrera en el ejército helénico y alcanzó el grado de general. Sirvió como ministro del ejército en 1917 y 1922. Fue primer ministro de Grecia durante un día en septiembre de 1922.
- Datos: Q486796
- Multimedia: Anastasios Charalambis / Q486796